# 达布逊阿拉善
达布逊阿拉善是位于中国内蒙古自治区呼伦贝尔市新巴尔虎右旗宝格德乌拉苏木东北的一个湖泊。其位置约在东经117°43，北纬48°36′。湖面面积达2.6平方公里。该湖的主要沉积物为石盐。达布逊阿拉善在蒙古语中的意思是圣水盐湖。